# Stade Amari Daou
El Stade Amari Daou es un estadio de uso múltiple utilizado mayoritariamente para el fútbol ubicado en la ciudad de Ségou en Malí.

## Historia
El estadio fue construido en el año 2001 para ser una de las sede de la Copa Africana de Naciones 2002, donde se jugaron cinco partidos de la fase de grupos.
Fue utilizado también para algunos partidos de la selección nacional de fútbol en la eliminatoria rumbo a Alemania 2006 en la segunda ronda de clasificación y actualmente es la sede del AS Biton.

## Eventos

### Copa Africana de Naciones 2002
| 20 de enero de 2002 | Sudáfrica | 0–0 | Burkina Faso | Stade Amare Daou, Ségou                           |  |
|                     |           |     |              | Asistencia: 12 000 espectadores Árbitro(s): Ndoye |  |

| 21 de enero de 2002 | Marruecos | 0–0 | Ghana | Stade Amare Daou, Ségou                           |  |
|                     |           |     |       | Asistencia: 4000 espectadores Árbitro(s): Messina |  |

| 24 de enero de 2002 | Sudáfrica | 0–0 | Ghana | Stade Amare Daou, Ségou                         |  |
|                     |           |     |       | Asistencia: 5000 espectadores Árbitro(s): Daami |  |

| 26 de enero de 2002 | Burkina Faso | 1–2 | Marruecos | Stade Amare Daou, Ségou                                 |                                                         |
|                     | Dagano 58'   |     |           | Asistencia: 6000 espectadores Árbitro(s): Lim Kee Chong | Asistencia: 6000 espectadores Árbitro(s): Lim Kee Chong |

| 30 de enero de 2002 | Sudáfrica                              | 3–1 | Marruecos             | Stade Amare Daou, Ségou                               |                                                       |
|                     | Zuma 42' · Mngomeni 48' · Nomvethe 51' |     | Benmahmoud 77' (pen.) | Asistencia: 3000 espectadores Árbitro(s): Al-Ghandour | Asistencia: 3000 espectadores Árbitro(s): Al-Ghandour |